# Självporträtt (Eugène Jansson, 1910)
Självporträtt är målat, i olja på duk, av den svenske konstnären Eugène Jansson (1862–1915). Den mäter 203x110 centimeter och tillhör Nationalmuseum som fick den i gåva 1918. 
I porträttet har Jansson skildrat sig själv som dandy, ett könsöverskridande mansideal i en tid då homosexuella handlingar var förbjudna enligt lag.  Medan de traditionella könsrollerna hade befunnit sig i upplösning under 1870- och 1880-talet kom det kring sekelskiftet 1900 en motreaktion. Jansson och hans samtida konstnärskamrater sökte då att utifrån olika positioner gestalta denna identitetskris där både ”femininitet” och ”manlighet” var ifrågasatta. 

## Motivet
Eugène Jansson är idag främst känd som ”blåmålaren”, för sina nationalromantiska bilder från Stockholm. Under 1900-talets första år skiftade hans motivkrets från Stockholms ödsliga gator i skymningsljus, till storstadens människor, särskilt då nakna vältränade män som rörde sig i skarp solbelysning. Den av naturismen präglade människan var dåtidens nya manliga borgerliga ideal. Den muskulösa heroiska kroppen stod nu i centrum. Män skulle nå det genom friskvård och solbad, vilket då var en exklusivt manlig praktik. Den manliga kroppen skulle omformas enligt antika ideal.
Oavsett om motivet var den folktomma Stockholmsgatan eller ett myller av nakna manskroppar på Flottans badhus var det olika urbana platser, rum, aktiviteter och nöjen som Eugen Jansson gestaltade under hela sitt konstnärskap. Framväxten av en mer eller mindre dold homosexuell subkultur är en komponent i den tidiga moderna stadens utveckling. Janssons olika motivkretsar – mörka gator och badhus – knyts samman i att de gestaltar platser där män som älskade män kunde träffas och knyta kontakter.